# Dorfkirche Eichfeld

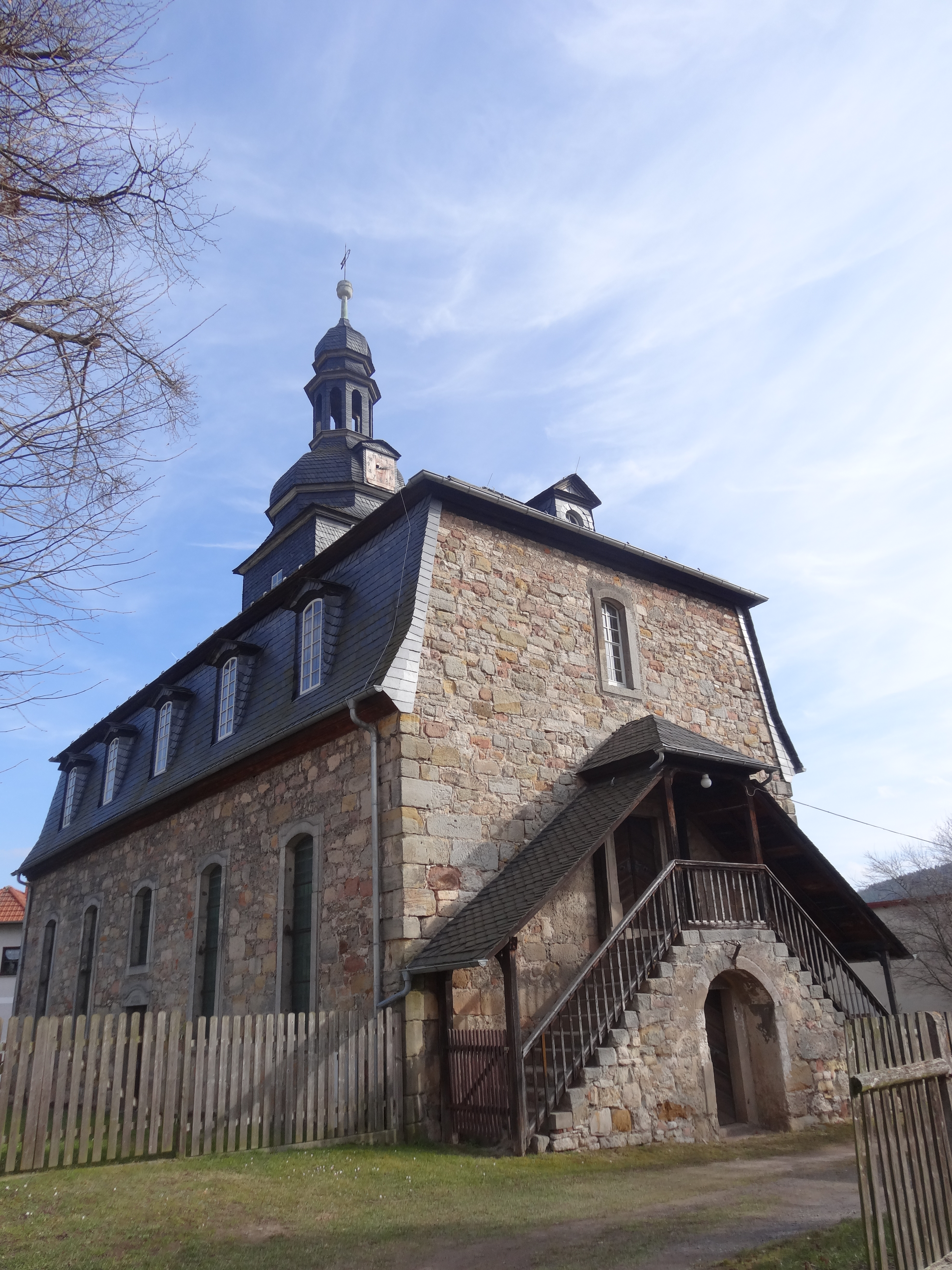
Kirche in Eichfeld

Die evangelische Dorfkirche Eichfeld steht im Ortsteil Eichfeld der Stadt Rudolstadt im Landkreis Saalfeld-Rudolstadt in Thüringen.

## Geschichte
So wie sich die Dorfkirche heute darstellt, stammt sie aus dem 18. Jahrhundert. Ihre Geschichte ist jedoch viel älter. Auf dem Grundstück standen mehrere Vorgängerkirchen oder Kapellen. Teile des Glockengestühls sind aus dieser nicht genau niedergeschriebenen Zeit. Das Gebälk trägt die Jahreszahl 1194. Um diesen Glockenstuhl ist vermutlich das Häuschen im 17. Jahrhundert gebaut worden.
1751 ist die Kirche neu errichtet worden. Man baute sie im Stil des Bauernbarock mit Kanzelaltar und eingebauter Orgel.

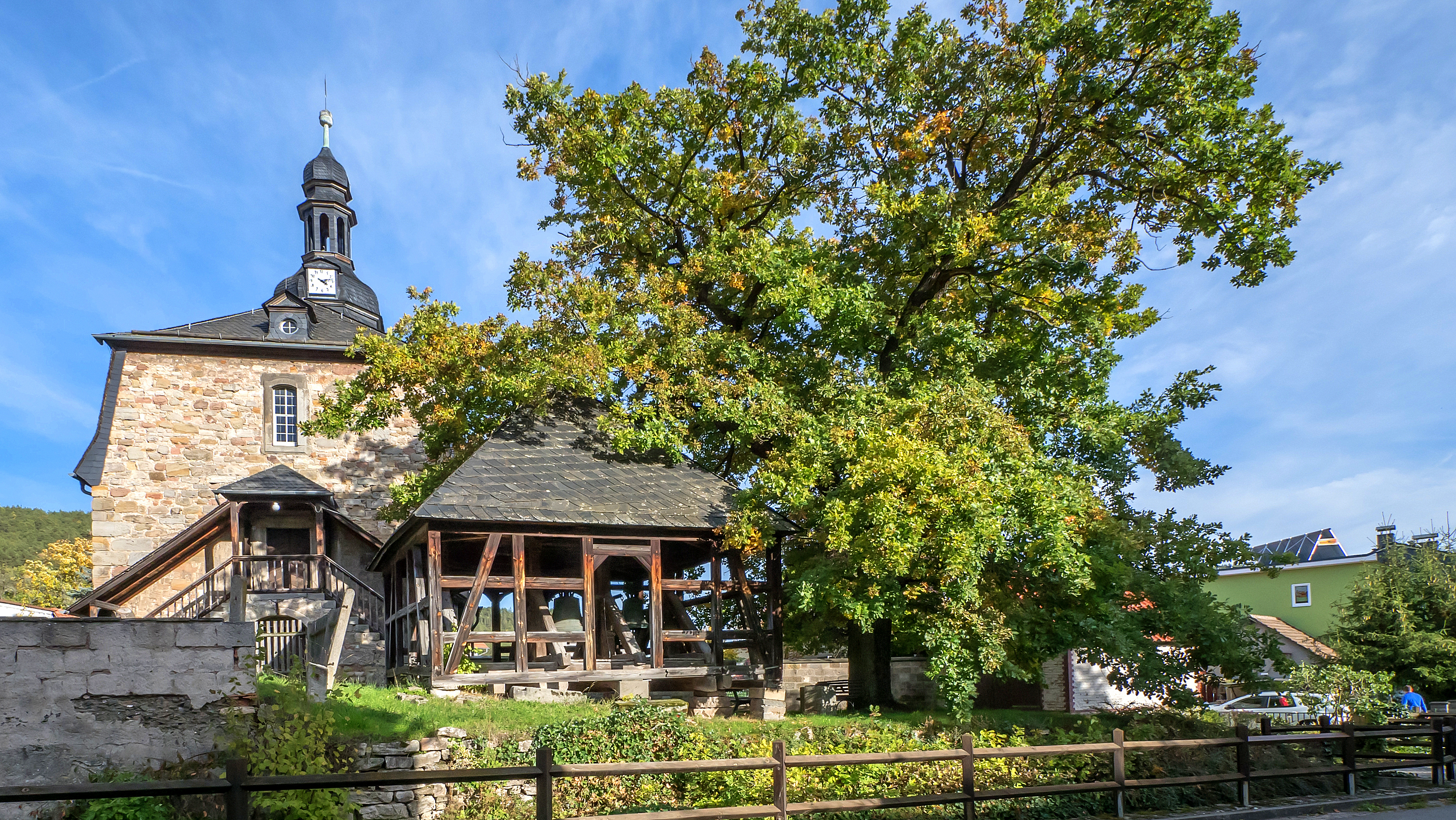
Westansicht
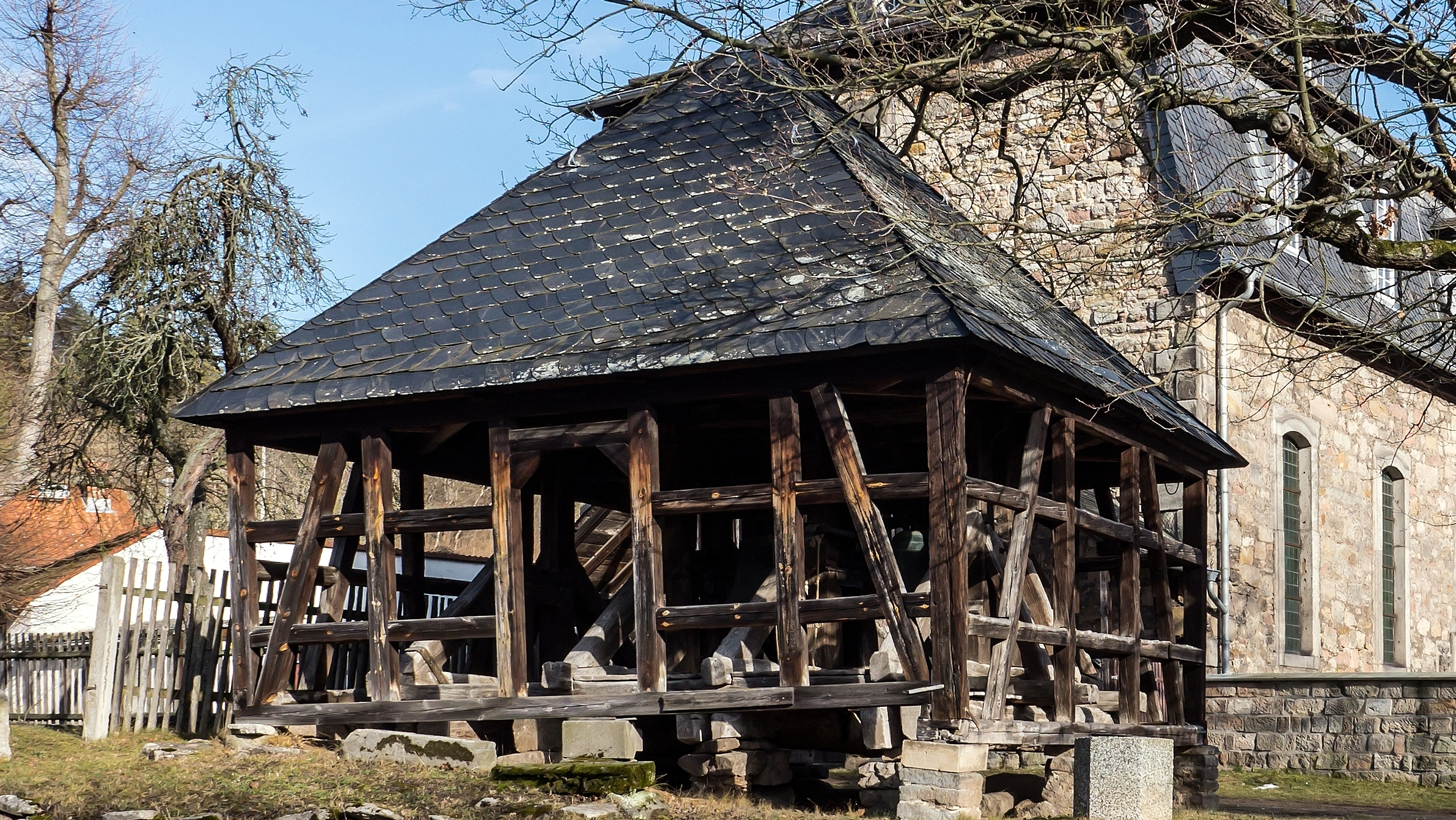
Glockenhaus neben der Kirche
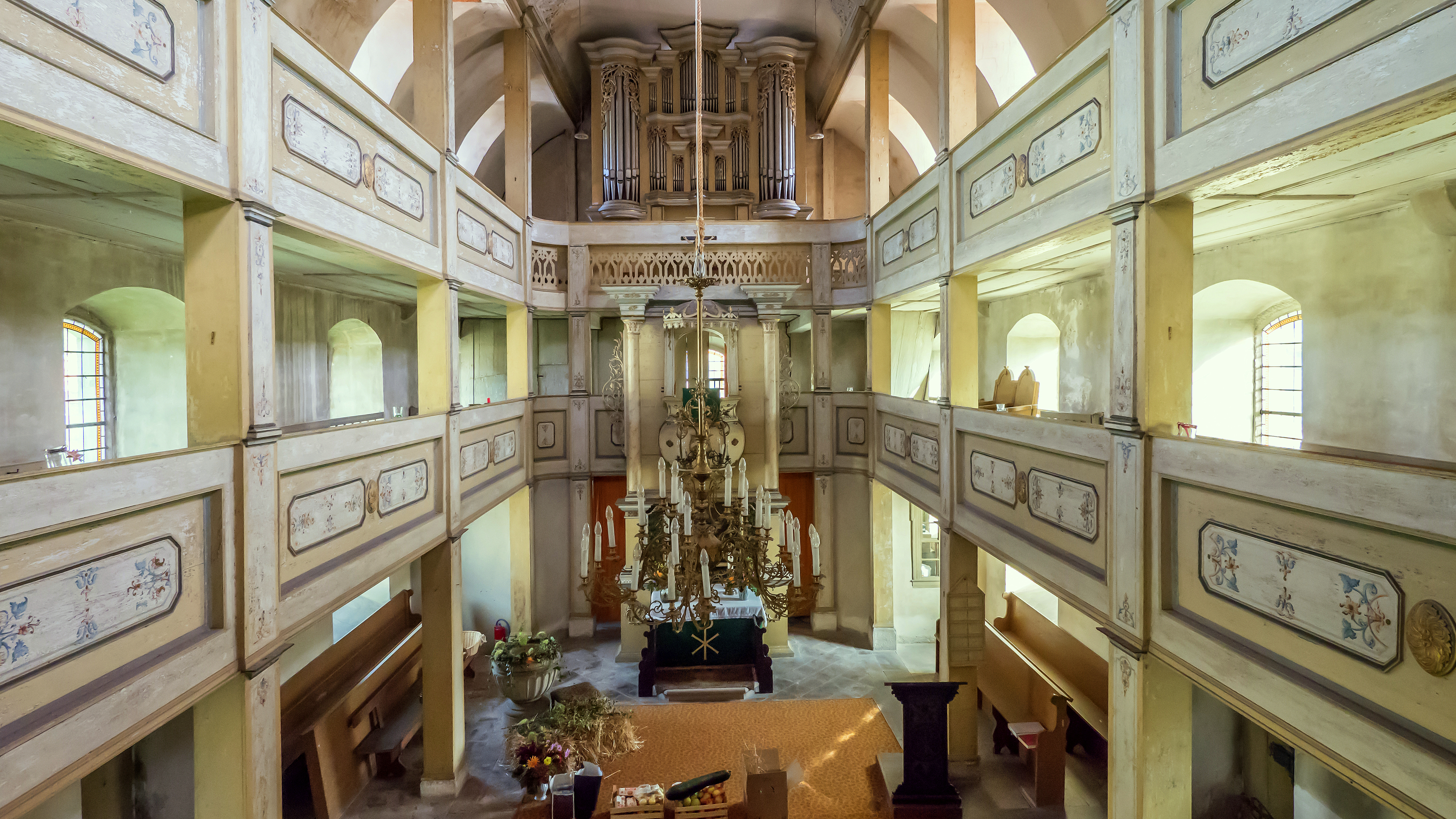
Emporen und Orgel
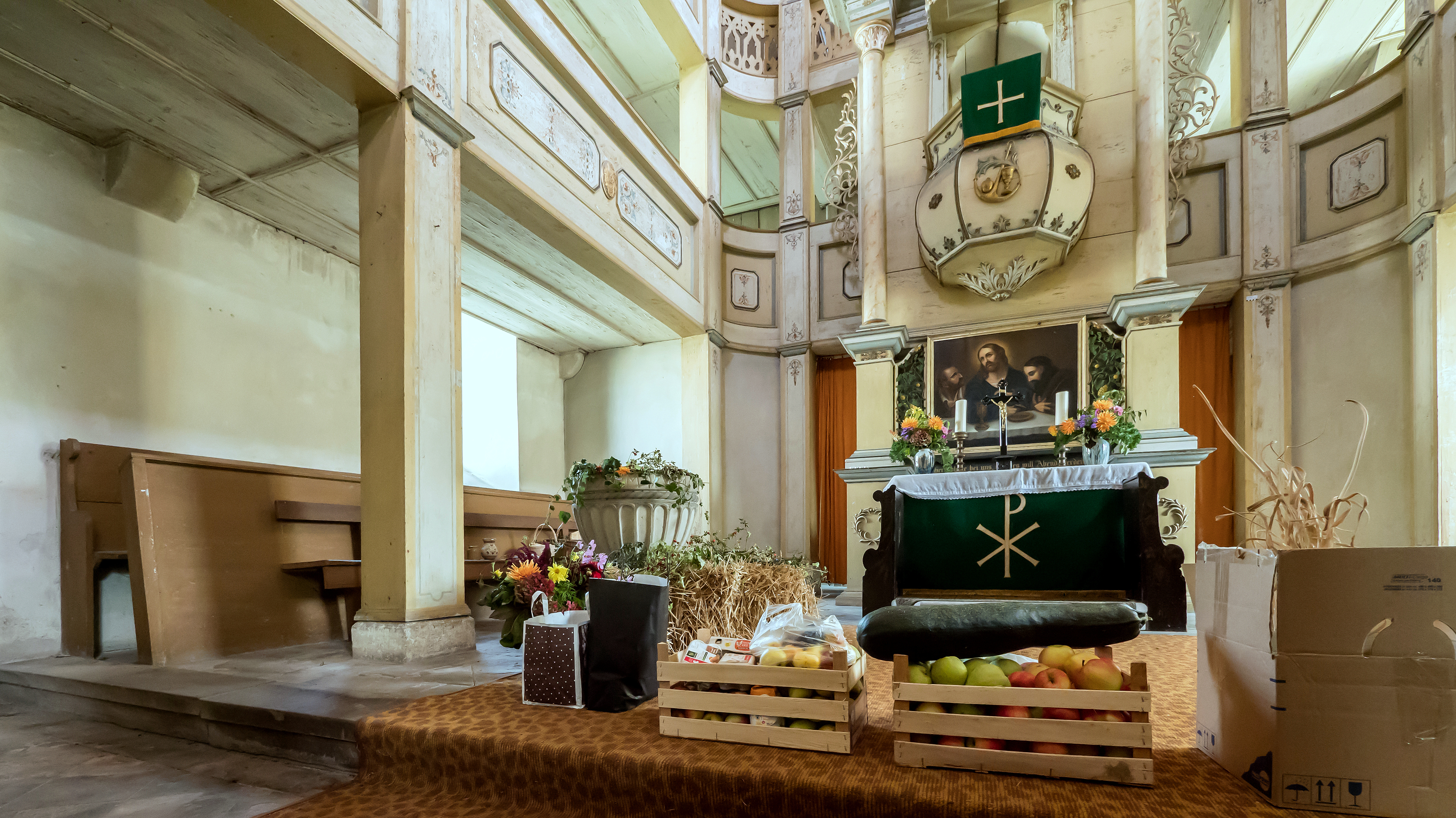
Erntedankfest 2022
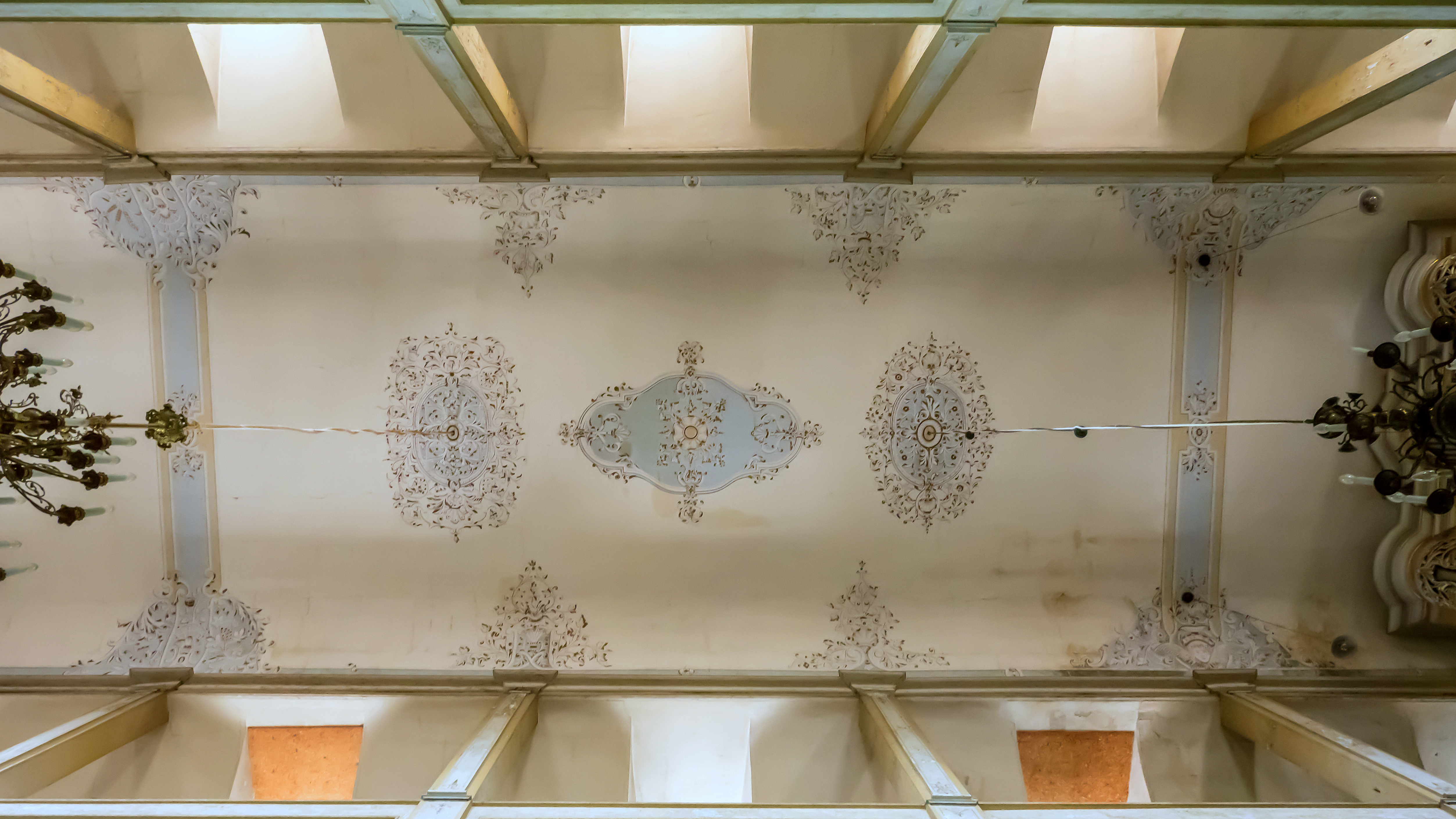
Deckenansicht
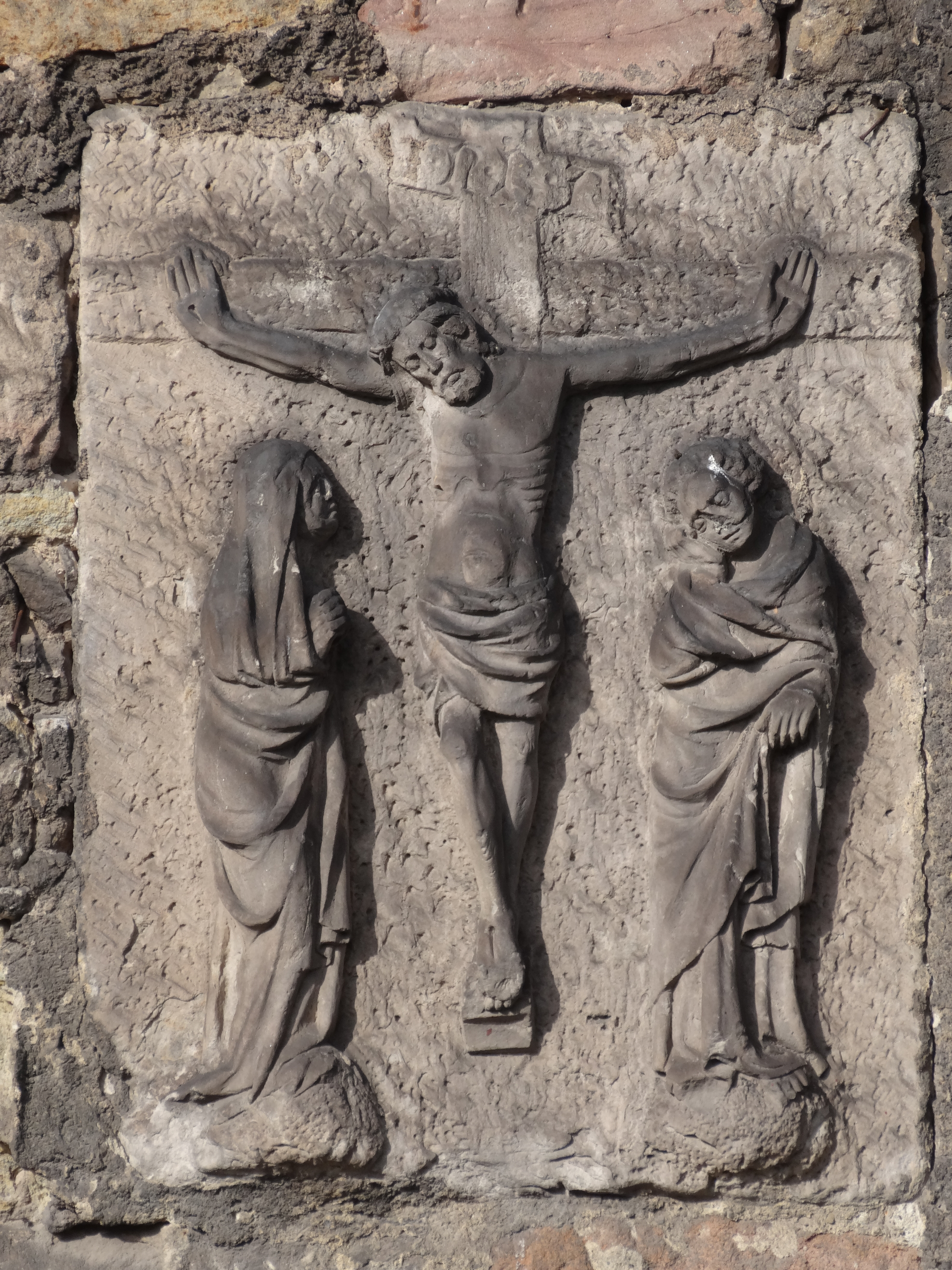
Stein in der Kirche